# Allendorf (Lumda)
Pour les articles homonymes, voir Allendorf.
Allendorf (Lumda) est une petite ville située dans la partie centrale de l'Allemagne, au confluent des rivières Lumda (de) et d'un de ses affluents, le Lahn. Elle fait partie du district et de l'arrondissement de Giessen, dans le land de Hesse.
Située à seize kilomètres au sud de Marbourg et à quatorze kilomètres au nord-est de Giessen, elle comptait 4 145 habitants en 2013.

## Présentation
Mentionnée dans des chartes dès 780 sous le nom de « Alten Dorfa », elle obtient le statut de ville en 1370 sur décision du landgrave Henri II. Pillée sept ans plus tard par les troupes de Otto von Braunschweig et de Jean de Nassau, la ville-forte est presque entièrement anéantie par les flammes le 3 août 1479. Cette même année voit le déclenchement d'une épidémie de peste, qui ne cesse pas avant 1483.
Représentée sur une gravure de la « Topographia Hassiae » en 1655, la ville apparaît comme une petite ville fortifiée.
Une école assurant une formation aux métiers de l'industrie voit le jour en 1842. En 1878, la ville est équipée d'un premier bureau de poste.
Parmi les monuments que conserve la cité figurent notamment des vestiges de l'enceinte urbaine, plusieurs églises et un cimetière juif.